# Mustafa Osmanlı
Mustafa Osmanlı (7 de março de 1920; data de morte desconhecido) foi um ciclista turco que representou seu país em duas provas nos Jogos Olímpicos de Verão de 1948.